# Ингеборг Шеквист
Ингеборг Марија Шеквист (рођ:Ingers швед. Ingeborg Sjöqvist; 1912 — 2015) бивша је шведска репрезентативка у скоковима у воду. Била је члан клуба Калмар КК из Калмара.
Њена старија сестра Лала Шеквист је такође била репрезентативка у скоковима у воду, а која је освојила прву медаљу за Шведску у том спорту на Летњим олимпијским играма 1928. у Амстердаму, када је била трећа.

## Спортски резултати Ингеборг Шеквист
Учествовала је два пута на Летњим олимпијским играма у дисциплини скокова у воду са торња.
На Играма 1932. у Лос Анђелосу, била је једина преставница Шведске у скоковима у воду. Заузела је четврто место са 34,52 бода., а на следећим Играма 1936. у Берлину заузела је девето место са 29.67 бодова.
| Пласман | Олимпијске игре   | Резултати | Резултати | Резултати | Резултати | Резултати | Резултати | Резултати | Резултати | Укупно бодова |
| Пласман | Олимпијске игре   | Бодови    | Место     | Бодови    | Место     | Бодови    | Место     | Бодови    | Место     | Укупно бодова |
| ------- | ----------------- | --------- | --------- | --------- | --------- | --------- | --------- | --------- | --------- | ------------- |
| 4.      | 1932. Лос Анђелос | 7,92      | 4         | 8,36      | 3         | 9,60      | 2         | 8,64      | =5        | 34,52         |
| 9.      | 1936. Белин       | 5,94      | =14       | 7,37      | 6         | 7,68      | 0/        | 8,68      | =8        | 29,67         |

 Знак једнакости = код појединачног пласмана значи да је делила место
Највеће успехе постигла је на Европским првенствима у скоковима за воду. Године 1932. у Паризу и 1934. и Магдебургу освајала је друга места и сребрне медаље.